# Роб Маршал
Роберт Дојл Маршал Млађи (енгл. Robert Doyle Marshall Jr.; Медисон, 17. октобар 1960) амерички је филмски и позоришни редитељ, продуцент и кореограф. Познат је по режији филма Чикаго (2002).

## Биографија
Рођен је 17. октобра 1960. године у Медисону. Отац и имењак, Роберт Дојле Маршал Старији, био је доктор наука на Универзитету Висконсина у Медисону, а мајка Ен је била учитељица. Млађа сестра Кетлин постала је кореографкиња и редитељка, као он.
Од 2007. живи у Њујорку са својим партнером, продуцентом Џоном Делуком. Године 2004. купили су летњиковац вредан 4,2 милиона долара у Сагапонаку.

## Филмографија
| Година | Српски назив                        | Изворни назив | Редитељ | Продуцент | Кореограф | Напомене |
| ------ | ----------------------------------- | ------------- | ------- | --------- | --------- | -------- |
| 2002.  | Чикаго                              |               | Да      | Не        | Да        |          |
| 2005.  | Мемоари једне гејше                 |               | Да      | Не        | Не        |          |
| 2009.  | Девет                               |               | Да      | Да        | Да        |          |
| 2011.  | Пирати са Кариба: На чудним плимама |               | Да      | Не        | Не        |          |
| 2014.  | Зачарана шума                       |               | Да      | Да        | Да        |          |
| 2018.  | Повратак Мери Попинс                |               | Да      | Да        | Да        |          |
| 2023.  | Мала сирена                         |               | Да      | Да        | Не        |          |